# NGC 5274
NGC 5274 is een elliptisch sterrenstelsel in het sterrenbeeld Jachthonden. Het hemelobject werd op 25 mei 1881 ontdekt door de Franse astronoom Édouard Jean-Marie Stephan.

## Synoniemen
- MCG 5-32-66
- ZWG 161.125
- PGC 48536